# 楊威宇
楊威宇（小宇，Jass Yang，1991年2月3日—），台灣獨立音樂人、製作人，是台灣樂團Fun4主唱兼吉他手、創始團員之一，同時也是主要詞曲創作者，也曾為多名華語歌手創作歌詞歌曲。15歲時成為台灣最年輕擁有執照的街頭藝人，18歲隨Fun4簽約滾石唱片並發行兩張EP，並為小鬼黃鴻升創作成名曲《不屑》，2014年發行樂團首張專輯《EXIT 出口》，足跡遍佈亞洲各大主要舞台，包括台北小巨蛋滾石30週年、2013年台北市跨年演唱會、超犀利趴、亞洲巡迴演唱會等等。
除了在搖滾樂團扮演靈魂人物，也將音樂能量擴展到幕後製作與影視配樂，曾任北京華誼兄弟合作影視配樂製作人，配樂代表作品包括江西衛視《新閨蜜時代》由蔣欣、張歆藝、童瑤主演，以及廣東衛視《月供》由郭京飛、張芷溪、陳赫主演。2013年Fun4以首張專輯《Exit 出口》出道。
音樂製作及演唱會製作部分曾經合作過的華語藝人包括：任賢齊、黃品源、黃鴻升、劉力揚、浩角翔起、2moro、茄子蛋等等，為新世代最具實力的音樂人之一。
2016年離開台灣以製作人與混音工程師的身份旅居英國倫敦，在濃厚的華人音樂背景以及英倫電子的渲染之下，首創融合傳統戲曲與EDM製作了一系列REMIX作品《妙台灣》，並成為首位受邀英國國家廣播電台BBC專訪的華裔音樂製作人，更以
后羿結合傳統臉譜的造型設計，入圍了美國第十六屆獨立音樂獎。 並於2020年受到主辦單位邀請為第十八屆美國獨立音樂獎唯一亞裔評審。

## 個人學歷
出生於新北市，自幼成長於中和區南勢角一帶，國小就讀於新北市中和區興南國民小學，國中就讀臺北縣中和國中，之後畢業於建國中學。

## 音樂之路
8歲結識當時同班同學張程勛，成為人生至交，並為後來Fun4樂團的成立埋下種子。
13歲向當時同班同學張程勛學習木吉他，自此熱愛吉他至今。
13歲與張程勛、董志倫以及楊昆松於2004年12月成立Fun4樂團，於校內歲末聯歡晚會進行首場演出。
15歲創作人生第一首作品，收錄在Fun4樂團DEMO試聽帶中並與團員自行交至滾石唱片公司位址，藉此獲得滾石唱片青睞，同年簽約滾石唱片至今。
17歲與Fun4樂團發行首張創作EP《白色幸福》，同年再度發行創作EP《愛的鼓勵》。
18歲與Fun4樂團於西門紅樓河岸留言舉辦人生中的首場售票演唱會。
18歲成為黃鴻升巡迴演出專任吉他手與演唱會音樂總監。
21歲與Fun4成員成立Bubble Music Studio並開始進行錄音製作的工作。
21歲替獨立樂團茄子蛋製作單曲《把你的女朋友送給我好不好》。
22歲與Fun4樂團發行首張全創作專輯《Exit 出口》。
23 歲受邀貢寮海洋音樂祭大舞台演出
23 歲赴北京擔任影視配樂製作人 作品包含《新閨蜜時代》、《月供》等等
25歲串聯傳統藝術工作者發表《妙台灣》系列作品
26歲受英國BBC電台專訪，為首位受BBC邀請專訪的華裔音樂製作人
27歲入圍第十六屆美國獨立音樂獎IMA
29歲獲邀為第十八屆美國獨立音樂獎IMA唯一亞裔評審

## 音樂作品
於2006年創作了人生中的第一首歌，藉此在同年簽約滾石唱片。在這之後的創作靈感不曾間斷過，累積了發表過的、未發表過的上百首詞曲。
以下列出已發表參與作品：
| 發表時間 | 發表人   | 歌曲                     | 詞 | 曲 | 錄音製作 | 專輯                     | 備註 |
| -------- | -------- | ------------------------ | -- | -- | -------- | ------------------------ | ---- |
| 2013     | Fun4     | 照騙                     |    |    |          | Exit 出口                |      |
| 2013     | Fun4     | 南柯一夢                 |    |    |          | Exit 出口                |      |
| 2013     | Fun4     | 反轉地球                 |    |    |          | Exit 出口                |      |
| 2012     | 茄子蛋   | 把你的女朋友送給我好不好 |    |    |          | 猶原佇這                 |      |
| 2012     | 白蘿蔔   | 備忘錄                   |    |    |          | 紀念品                   |      |
| 2011     | 黃鴻升   | 不敢太幸福               |    |    |          | 黑心傷品                 |      |
| 2010     | 2Moro    | 100年                    |    |    |          | PLAYBOYZ滾動合輯         |      |
| 2010     | 黃鴻升   | 複製人                   |    |    |          | PLAYBOYZ滾動合輯         |      |
| 2010     | 黃鴻升   | 御守之心                 |    |    |          | 御守之心                 |      |
| 2009     | 食尚玩家 | 食尚玩家                 |    |    |          | 食尚玩家之食神歸位大便當 |      |
| 2009     | 黃鴻升   | 總冠軍                   |    |    |          | Love Hero 愛&英雄        |      |
| 2009     | 黃鴻升   | 玩具槍與玫瑰             |    |    |          | Love Hero 愛&英雄        |      |

## 獎項紀錄
- 2014年 入圍新加坡金曲獎最受歡迎團體
- 2018年 入圍第十六屆美國獨立音樂獎IMA

## 外部連結
- 官方網站(最新作品Great Sage the Equal of Heaven 齊天大聖) （页面存档备份，存于）
- Spotify （页面存档备份，存于）
- 最新Live set-Zen Session Live Vol.2
- Instagram
- FaceBook粉絲專頁 （页面存档备份，存于）
- 獨立音樂島 （页面存档备份，存于）

- FUN4 樂團官方FACEBOOK （页面存档备份，存于）
- 第十八屆美國獨立音樂獎IMA 評審名單 （页面存档备份，存于）